# Whitchurch, Hampshire
Whitchurch är en småstad och civil parish i grevskapet Hampshire i södra England. Staden ligger i distriktet Basingstoke and Deane vid floden Test, cirka 19 kilometer norr om Winchester. Tätorten (built-up area) hade 5 289 invånare vid folkräkningen år 2021.